# Wendelstein-Seilbahn
A Wendelstein-Seilbahn egy drótkötélpályás felvonó Bajorországban, a Tegernsee-tóhoz közel. A 2953 méter hosszú kötélvasút 1970-ben épült, kettő 50 férőhelyes zárt kabin közlekedik rajta. Az alsó- és a felső állomás között 932 méter a szintkülönbség, a menetidő 6 és fél perc. A felső állomástól néhány száz méterre található Bajorország egyetlen fennmaradt fogaskerekű vasútjának. a Wendelsteinbahnnak a felső végállomása is.

## Képgaléria

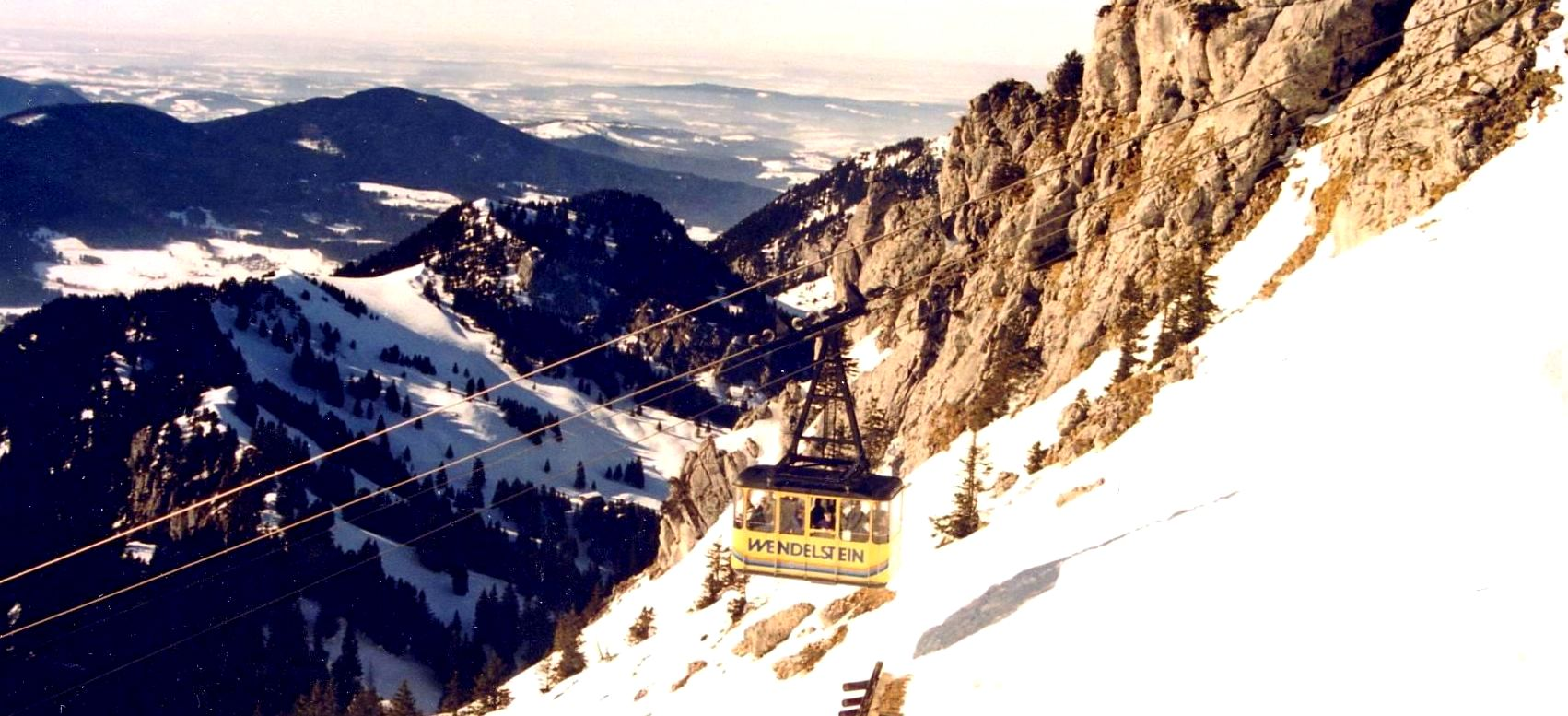
A kötélvasút kabinja
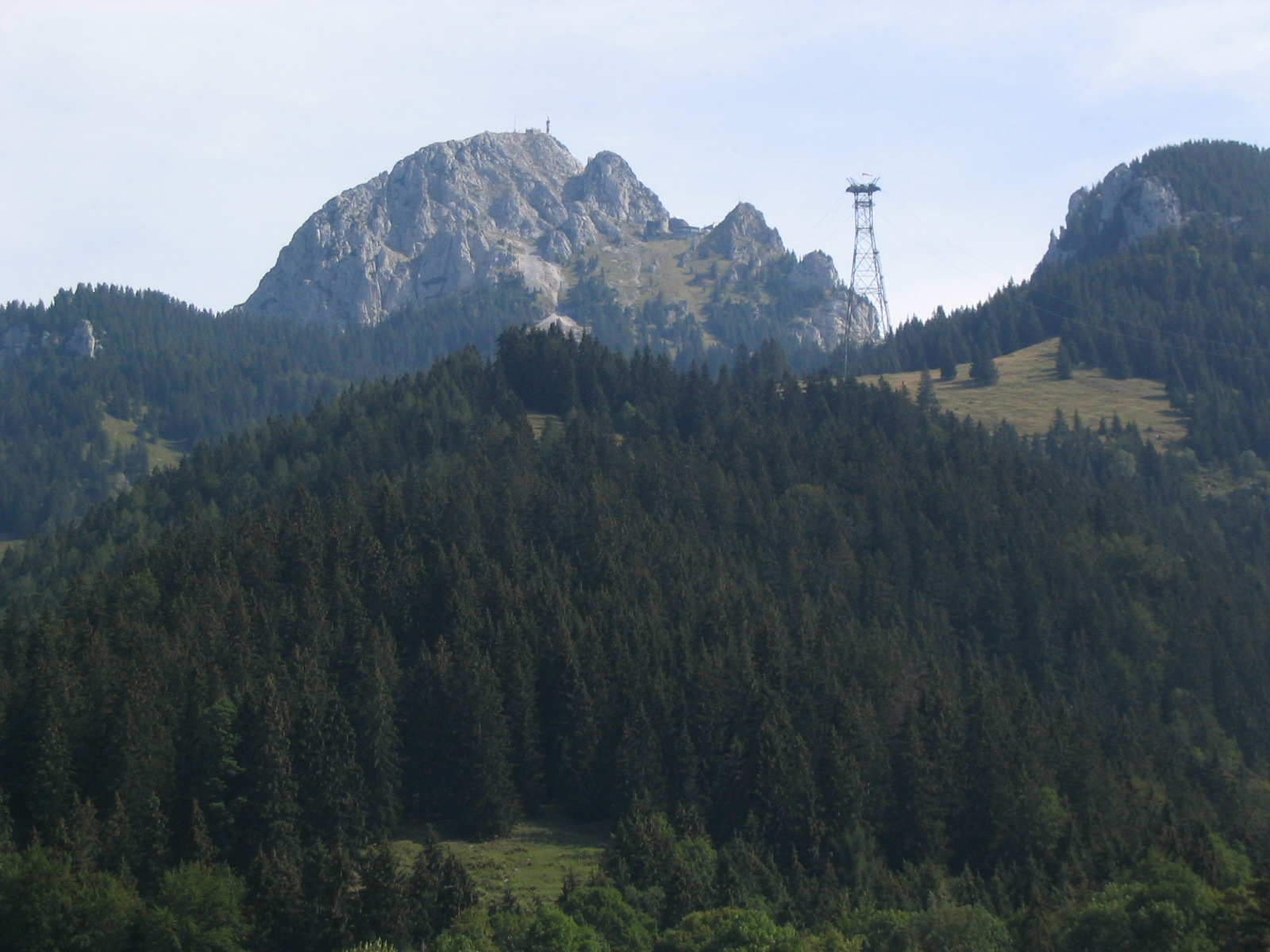
A kötélpálya és a középső tartóoszlop a völgy felől nézve
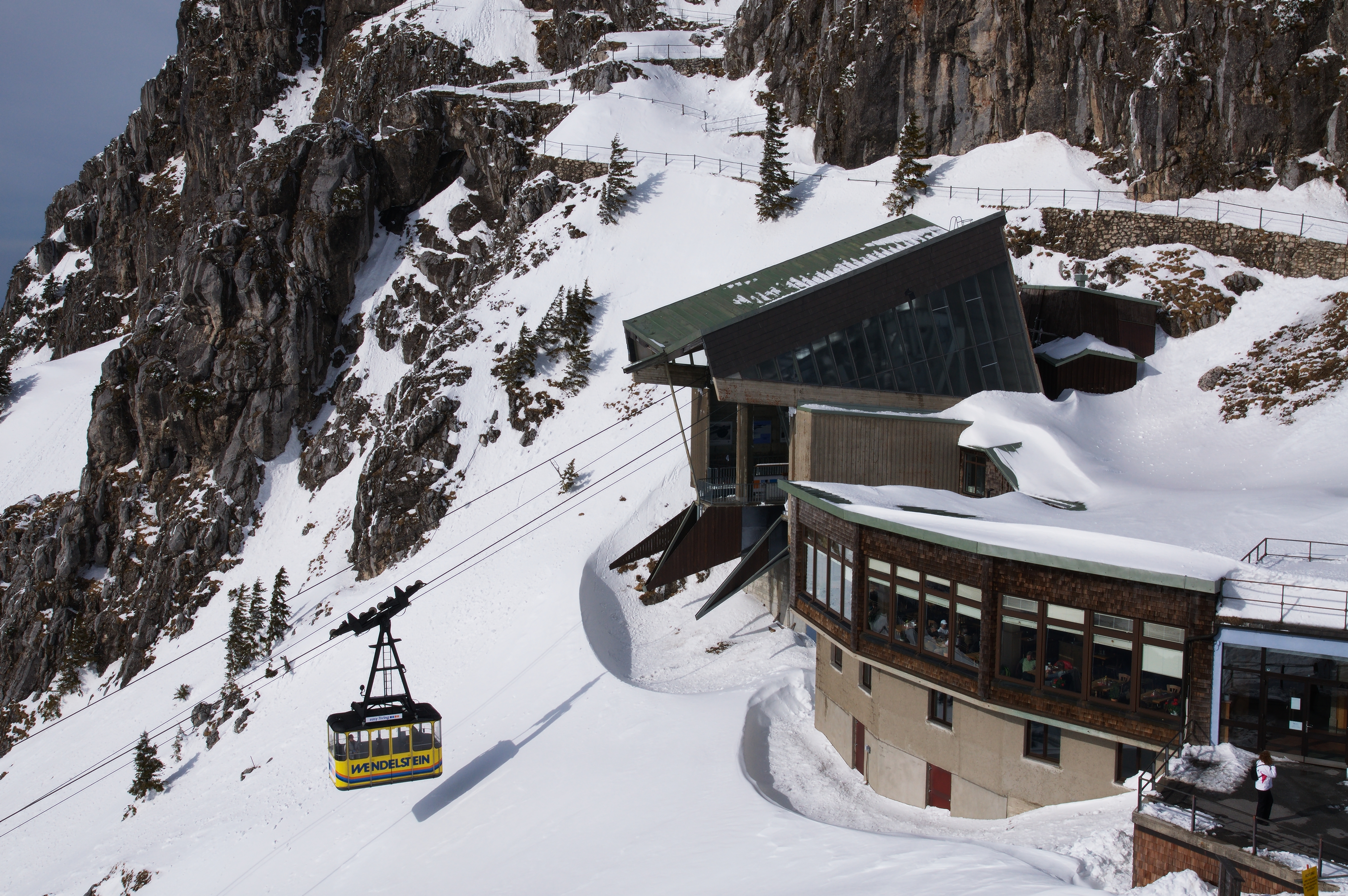
A felső állomás